# Afrikai kékcinege
Az afrikai kékcinege (Cyanistes teneriffae) a verébalakúak (Passeriformes) rendjébe, ezen belül a cinegefélék (Paridae) családjába tartozó kis termetű, 11-12 centiméter hosszú madárfaj.

## Előfordulása
A Kanári-szigetek, és Észak-Afrika) erdeiben él. Rovarokkal és magokkal táplálkozik. Februártól júliusig és októbertől januárig költ.

### Alfajai
- C. t. cyrenaicae (Hartert, 1922) – Északkelet-Líbia;
- C. t. degener (E. J. O. Hartert, 1901) – Kanári-szigetek (Lanzarote, Fuerteventura);
- C. t. hedwigae (Dietzen, Garcia-del-Rey, Castro & Wink, 2008) – Kanári-szigetek (Gran Canaria);
- C. t. ombriosus (Meade-Waldo, 1890)– Kanári-szigetek (El Hierro);
- C. t. palmensis (Meade-Waldo, 1889) – Kanári-szigetek (La Palma);
- C. t. teneriffae (Lesson, 1831) – Kanári-szigetek (La Gomera, Tenerife, Gran Canaria);
- C. t. ultramarinus (Bonaparte, 1841) – Kanári-szigetek (La Palma, El Hierro, Fuerteventura, Lanzarote), Északnyugat-Afrika (Marokkó, Algéria, Tunézia).

## Képgaléria

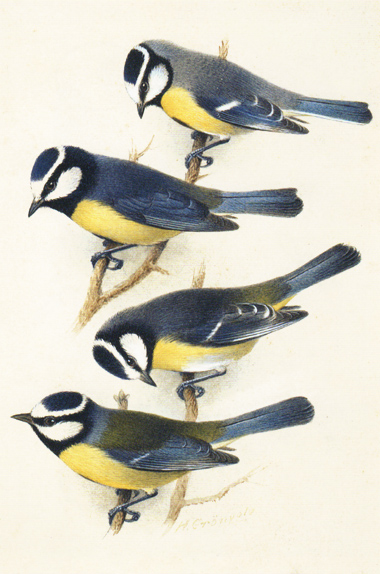
A Kanári-szigeteken élő alfajok határozótáblája
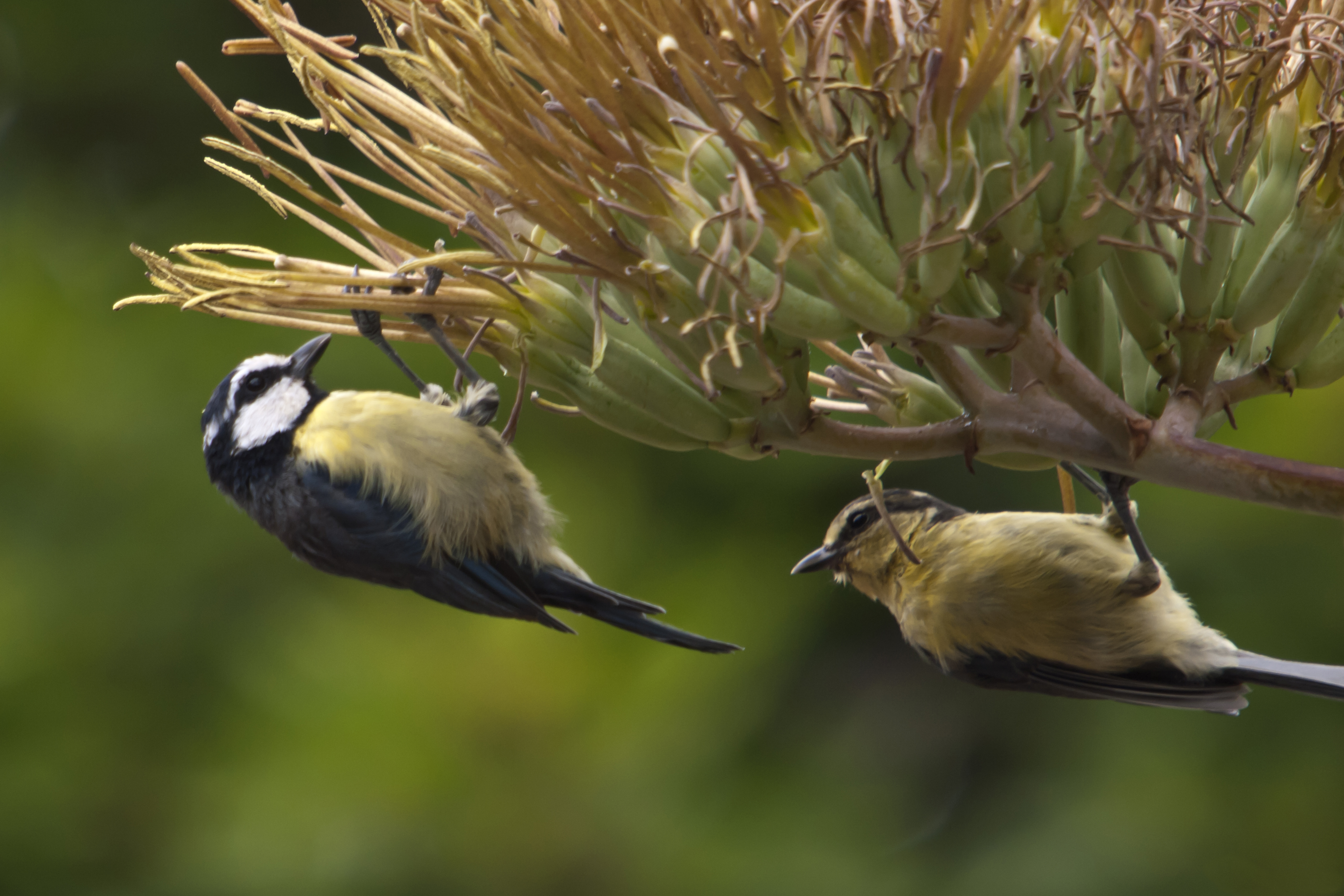
Kékcinege pár
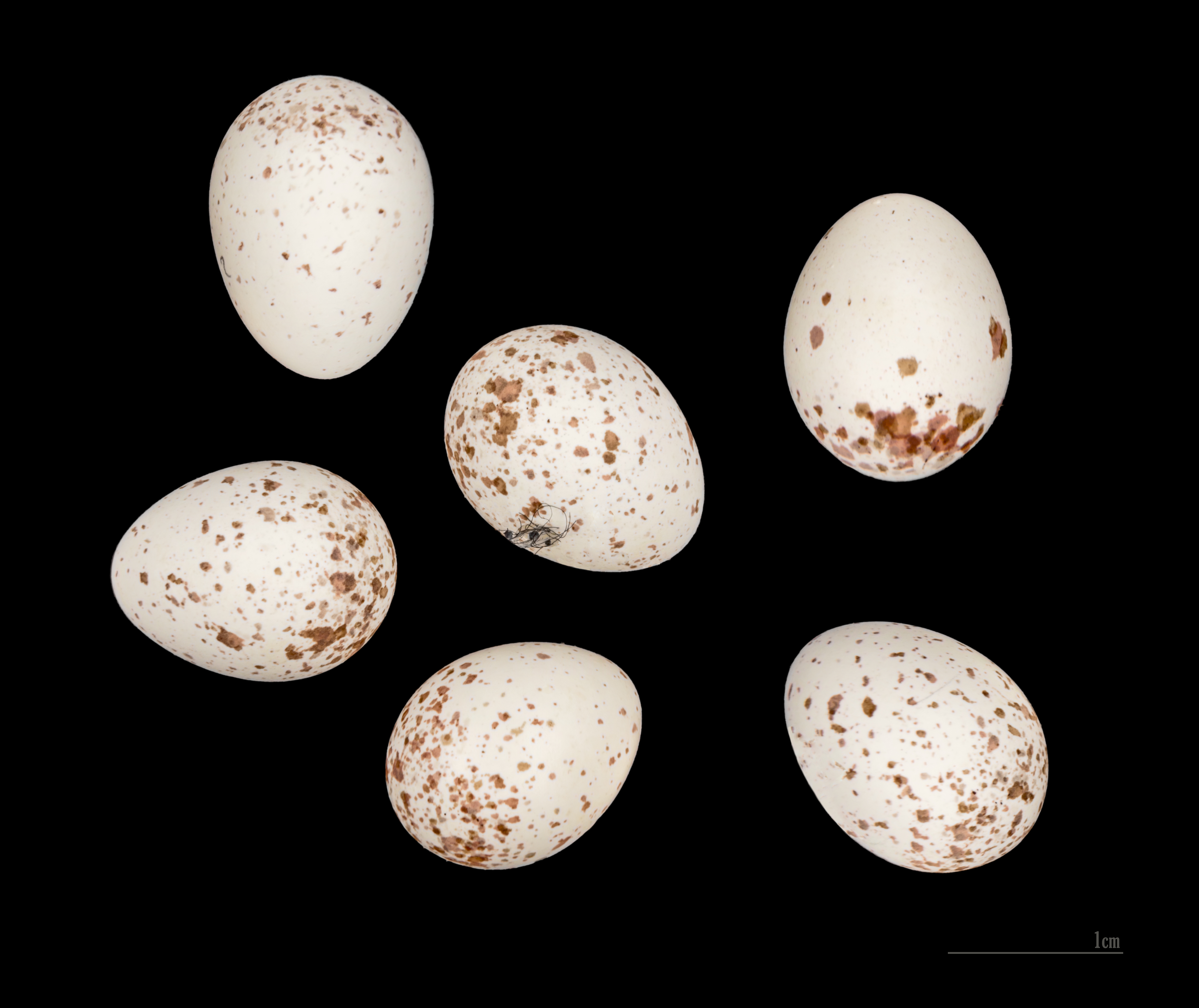
A tenerifei kékcinege tojása